# 洛基泰莱克
洛基泰莱克，是匈牙利南部巴奇-基什孔州所辖的一个村，总面积54.66平方公里，总人口4613，人口密度84.39人/平方公里（2002年）。地理坐标为46°53′N 19°59′E。1987年9月27日，匈牙利领导人卡达尔·亚诺什与150多名著名知识分子在此地就民主化进行讨论。